# Al Kufrah
24°N 23°Ø / 24°N 23°Ø
Al Kufrah (arabisk: الكفرة), også stavet Cufra, er en kommune i Libyen. Kommunen har 51.433 indbyggere, og dens hovedby er Al Jawf.
Der ligger et større olieraffinaderi i Al Kufrah, i nærheden af Al Jawf.
Al Kufrah har grænser mod, foruden fem andre libyske kommuner, Egypten, Sudan og Tchad.